# Mönchengladbach-Stadtmitte
Mönchengladbach-Stadtmitte war bis 2009 mit über 57.000 Einwohnern der einwohnerstärkste unter den damals insgesamt zehn Stadtbezirken der Stadt Mönchengladbach. Zum Stadtbezirk gehörten neben der eigentlichen Innenstadt (Stadtteil Gladbach) die amtlichen Stadtteile Windberg (mit Großheide), Eicken, Am Wasserturm, Waldhausen, Westend (mit Speick), Dahl (mit Hermges) und Ohler.
Der Stadtbezirk wurde am 22. Oktober 2009 mit dem Stadtbezirk Hardt zum neuen Stadtbezirk Nord zusammengelegt. Diese Verwaltungsreform war am 27. Februar 2008 vom Mönchengladbacher Stadtrat mit der knappen Mehrheit von nur einer Stimme beschlossen worden.

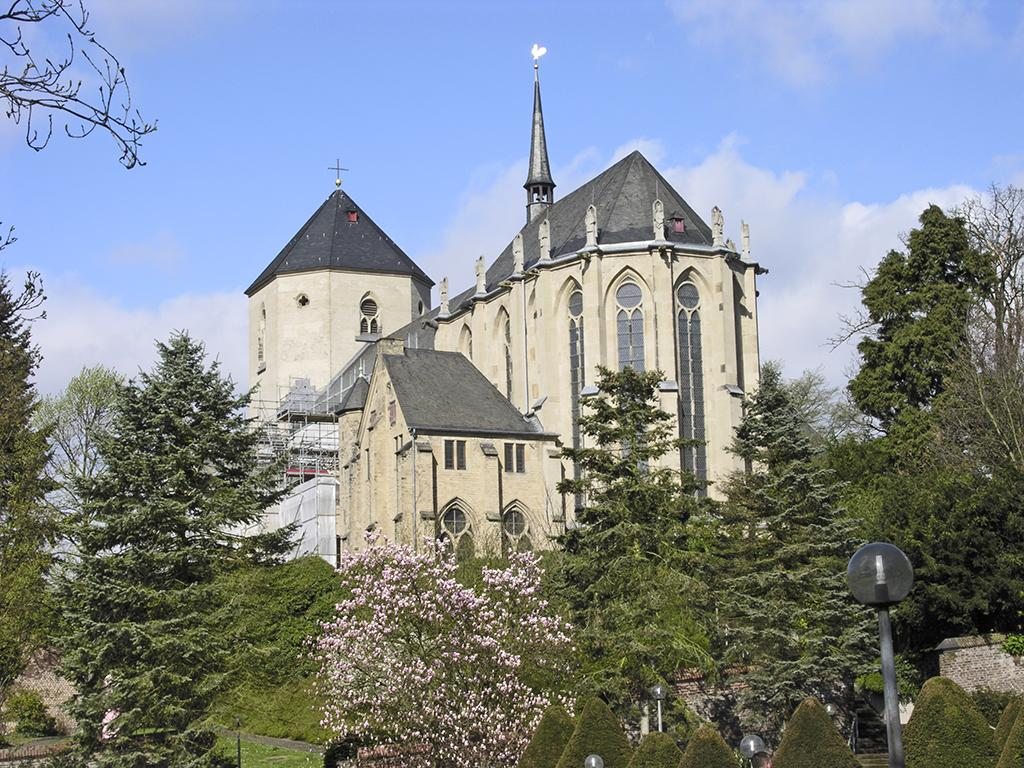
Gladbach: Mönchengladbacher Münster
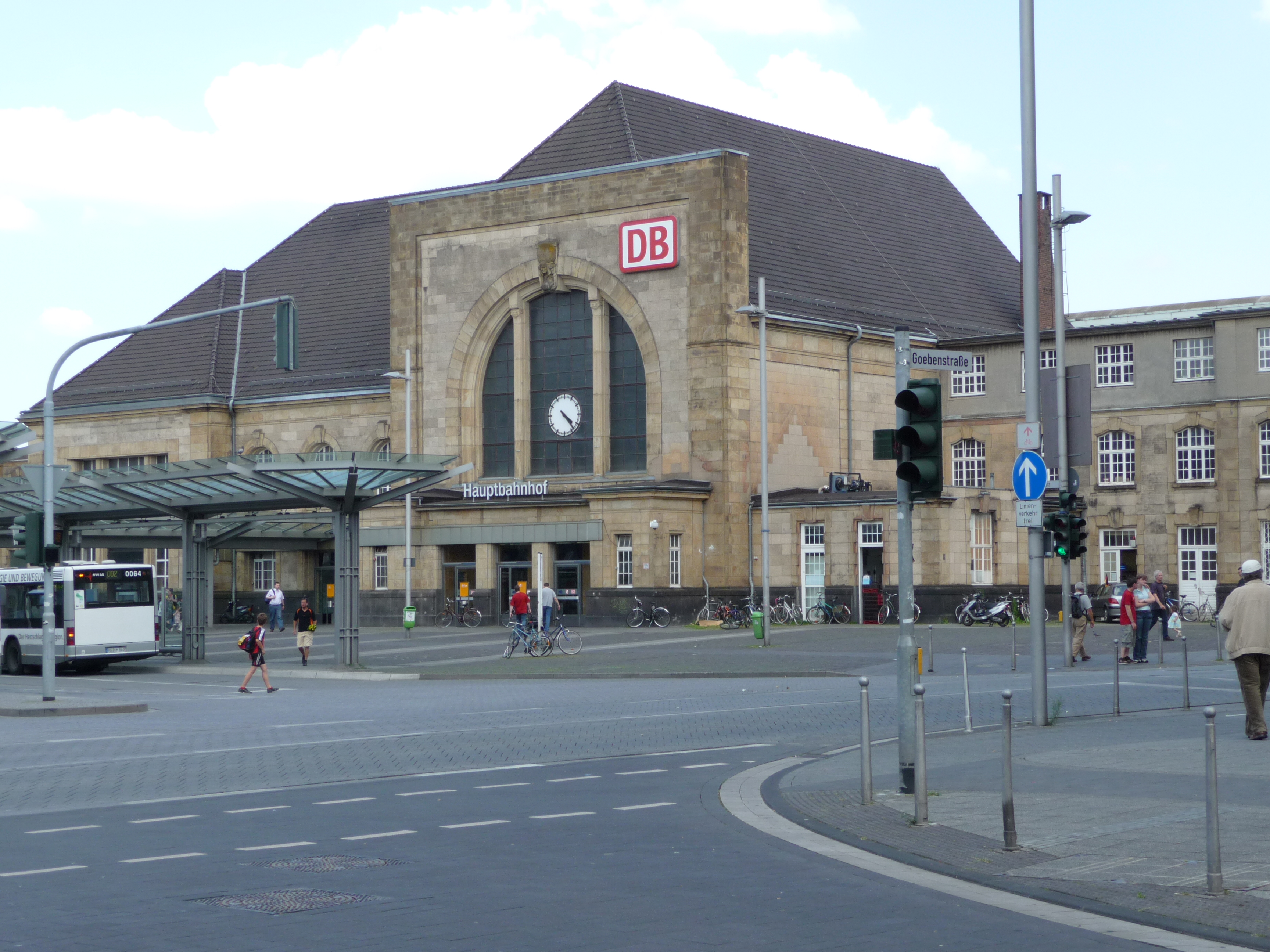
Gladbach: Hauptbahnhof
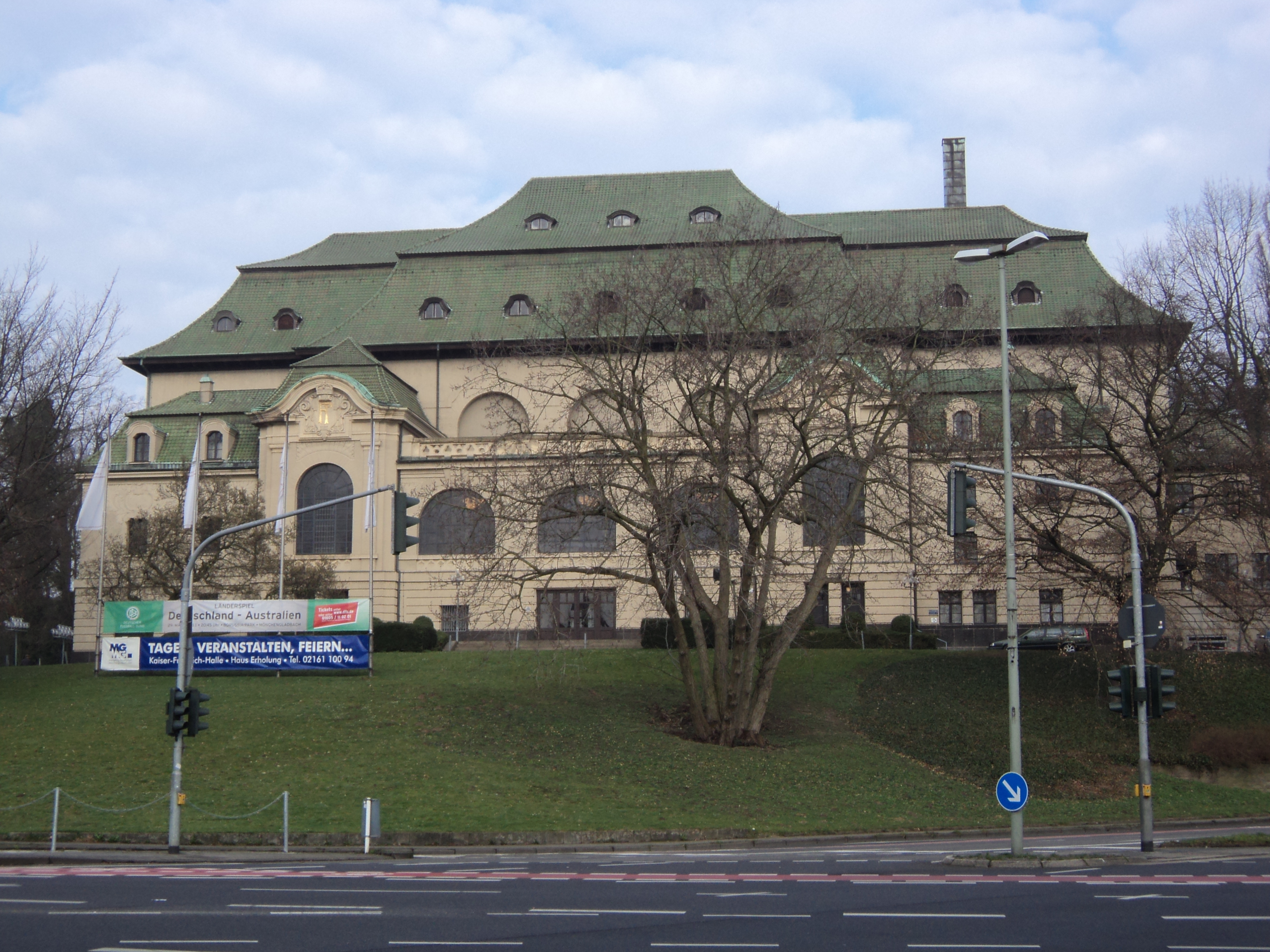
Am Wasserturm: Kaiser-Friedrich-Halle
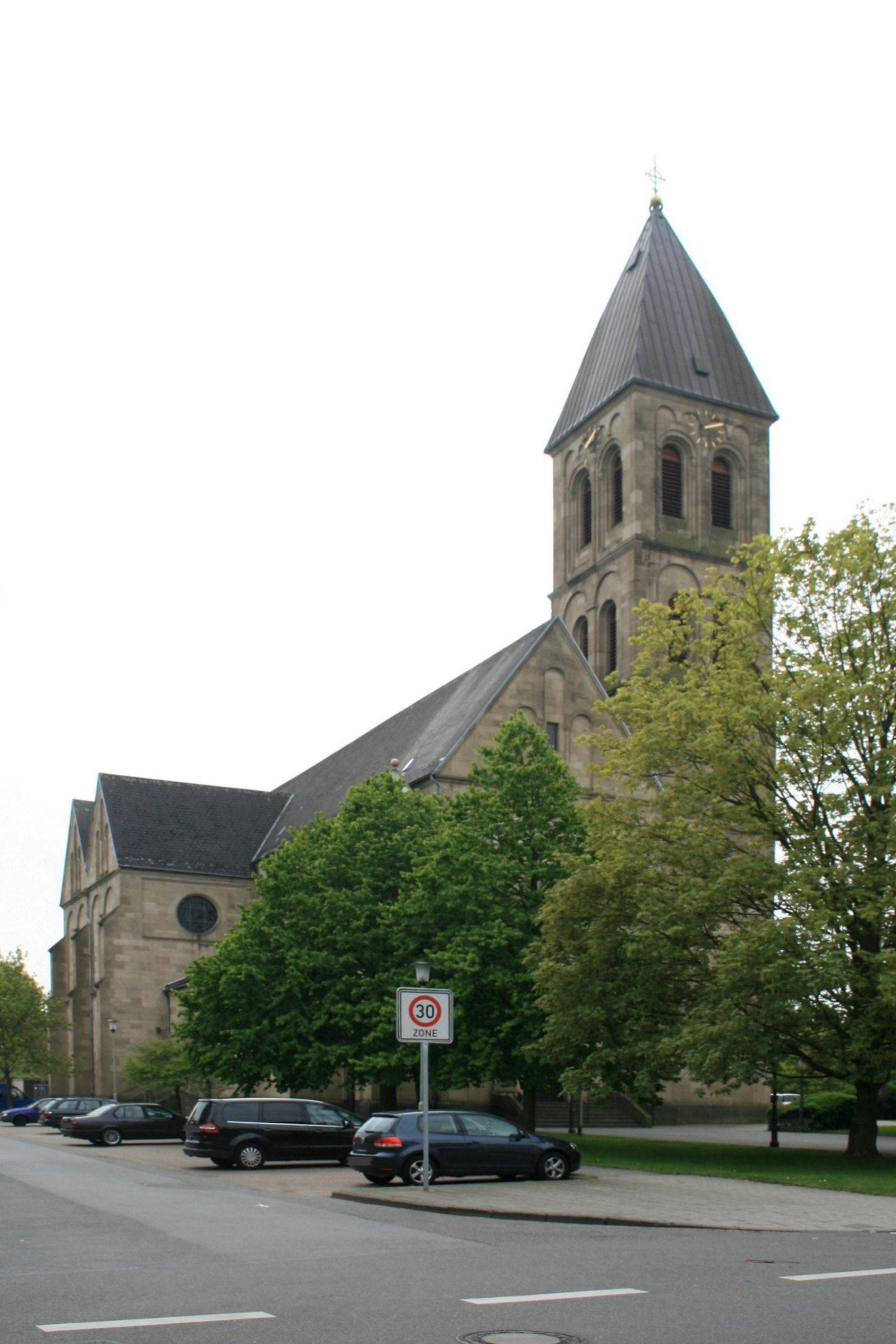
Windberg: Katholische Pfarrkirche St. Anna